# 京都府立東稜高等学校
京都府立東稜高等学校（きょうとふりつ とうりょうこうとうがっこう）は、京都府京都市伏見区醍醐新町裏町にある府立高等学校。

## 設置学科
- 普通科

## 概要
校舎は地下にも教室がある。そのため、教室によってベランダの広さが大きく異なる。2007年に耐震工事が行われていたが12月で終了した。

## 沿革
- 1977年（昭和52年）4月 - 開校。伏見区の人口が急増していたものの、これまで京都府立の高校で区内にあるのは京都府立桃山高等学校が唯一であったが、本校の開校で伏見区民が桃山高等学校に受験者が集中する状態が解消された。なお、本校と同じく人口増を理由の1つとして、翌1978年には伏見区第3の府立高校として京都府立洛水高等学校が、その後別の理由で1985年には4校目の京都府立京都すばる高等学校（当時：京都府立商業高等学校）が開校している。
- 1978年（昭和53年）3月 - 教室棟（14教室）、理科棟完成。
- 1979年（昭和54年）3月 - 教室棟（16教室) 、家庭棟完成。
- 1980年（昭和55年）3月 - 第1回卒業式。生徒810名が卒業。
- 1986年（昭和61年）9月 - 創立10周年記念
- 1997年（平成 9年）1月 - 創立20周年記念
- 2000年（平成12年）8月 - コンピュータ室改修完成。
- 2002年（平成14年）3月 - 体育館改修
- 2006年（平成18年）9月 - 創立30周年記念に「東稜スペシャル」開催。
- 2006年（平成18年）9月 - 耐震補強工事完了
- 2015年  (平成27年）理科棟耐震工事完了
- 2016年 （平成28年）11月-創立40周年式典開催。

## 部活動
体育系
- サッカー
- ハンドボール
- テニス
- ソフトテニス
- 陸上競技
- 硬式野球
- 卓球
- バドミントン
- バスケットボール
- バレーボール
- 剣道

文化系
- 理科
- 演劇
- 美術
- 吹奏楽
- フォークソング研究会
- ESS
- 放送
- 囲碁・将棋
- 書道

## 教員
- 柴田こずゑ

## 出身者
- 岸本浩右 - サッカー指導者
- 後藤晃宏 - ロック音楽評論家
- 馬場貴也 - ボートレーサー 減音モーターでの3周レースで日本最速レコードとなる1分42秒2の記録を保持し続けている。
- 木村仁紀 - ボートレーサー
- 米沢一成 - サッカー指導者
- 梶原英樹 - 京都府議会議員
- 辻出優翔 - キックボクサー

## 交通
- 京都市営地下鉄 東西線小野駅、醍醐駅徒歩15分
- 京阪バス 醍醐新町バス停徒歩1分